# Арсеньєво
Арсе́ньєво (рос. Арсеньево) — село у складі Нанайського району Хабаровського краю, Росія. Адміністративний центр Арсеньєвського сільського поселення.

## Населення
Населення — 334 особи (2010; 413 у 2002).
Національний склад (станом на 2002 рік):
- росіяни — 69 %